# CD28受体家族

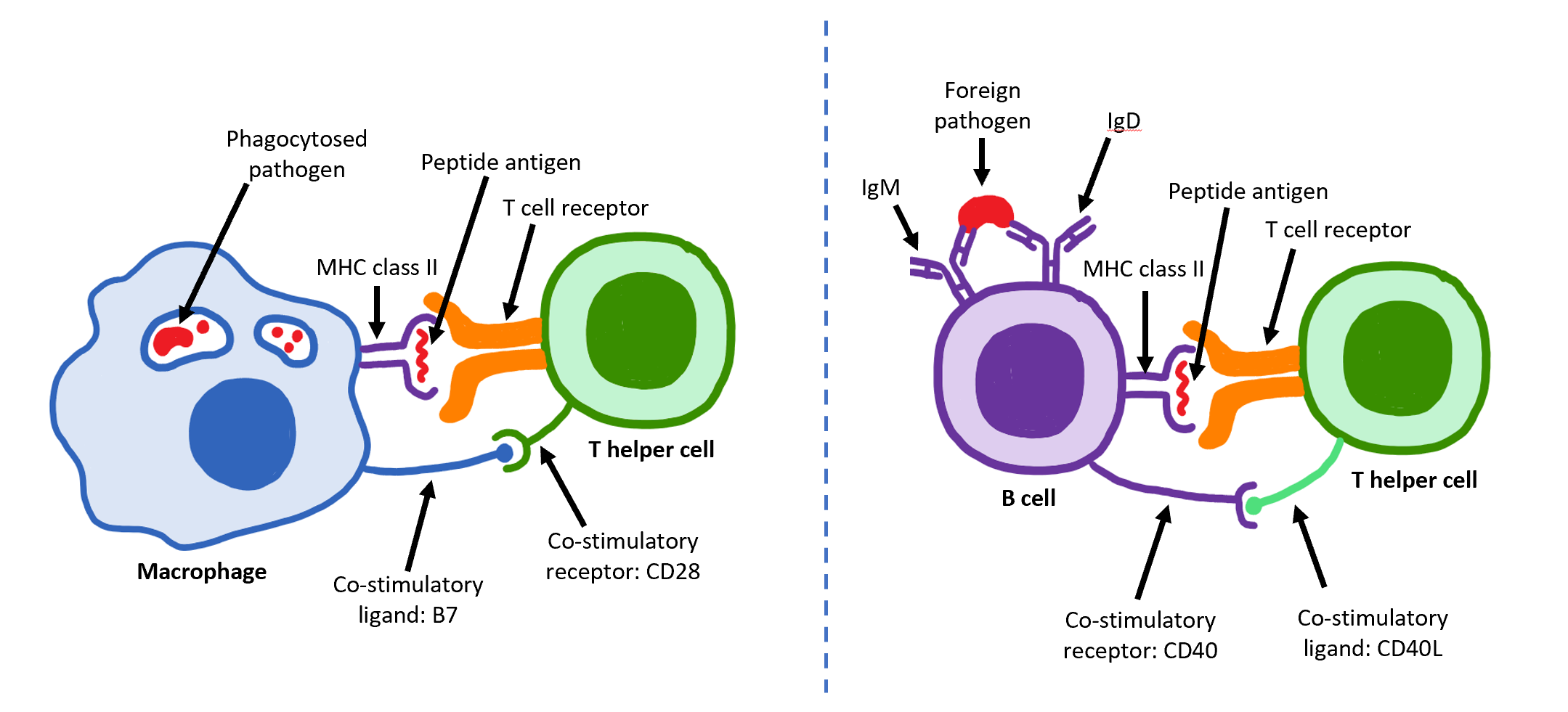
左图为T细胞表面的CD28与抗原呈递细胞的B7蛋白结合来激活T细胞启动免疫响应

CD28受体家族（英語：CD28 family receptors）是一类表达在免疫细胞表面的受體，CD28家族也是免疫球蛋白超家族的一员。
家族的两个成员，CD28和ICOS，能作为T细胞的阳性激活受体，另外三个BTLA、CTLA-4和PD-1则起抑制作用，CD28家族受体的配体通常为B7蛋白质家族。
CD28受体家族在T细胞的发育和增殖中起作用，增强来自T细胞受体（TCR）的信号，以刺激免疫反应，以及对调节性T细胞的抗炎反应。